# Vini Zabù
Vini Zabù (UCI kód: THR) byl italský profesionální silniční cyklistický tým na úrovni UCI ProTeam založený v roce 2009. Tým sestával převážně z italských závodníků a zaměstnanců.

## Doping
V září 2016 byl Samuele Conti pozitivně otestován na látku GHRP-2. Byl mu udělen zákaz závodění na 3 roky a 7 měsíců.
V říjnu 2020 byl Matteo Spreafico pozitivně otestován na ostarin v průběhu Gira d'Italia a byl ze závodu vyloučen.
V březnu byl Matteo De Bonis pozitivně otestován při mimozávodní dopingové kontrole na EPO. Výsledek byl potvrzen B-vzorkem a týmu tak hrozil zákaz závodění na 15–45 dní, kvůli čemuž se ocitla v ohrožení jeho účast na Giru d'Italia 2021. 19. dubna byl týmu po dvou pozitivních testech na doping během 12 měsíců udělen zákaz závodění od UCI na 20 dní. Tým tak odstoupil z Gira d'Italia 2021 a byl nahrazen jiným italským týmem, Androni Giocattoli–Sidermec.

## Soupiska týmu
K 8. lednu 2021
- Andrea Bartolozzi (ITA) (* 3. května 1999)
- Liam Bertazzo (ITA) (* 17. února 1992)
- Mattia Bevilacqua (ITA) (* 17. června 1998)
- Simone Bevilacqua (ITA) (* 22. února 1997)
- Matteo De Bonis (ITA) (* 26. září 1996)
- Andrea Di Renzo (ITA) (* 24. ledna 1995)
- Marco Frapporti (ITA) (* 30. března 1985)
- Roberto González (PAN) (* 21. května 1995)
- Kamil Gradek (POL) (* 17. září 1990)
- Alessandro Iacchi (ITA) (* 26. května 1999)
- Jakub Mareczko (ITA) (* 30. dubna 1994)
- Davide Orrico (ITA) (* 17. února 1990)
- Daniel Pearson (GBR) (* 26. února 1994)
- Jan Petelin (LUX)  (* 2. července 1996)
- Joab Schneiter (SUI) (* 6. srpna 1998)
- Riccardo Stacchiotti (ITA) (* 8. listopadu 1991)
- Veljko Stojnić (SRB) (* 4. února 1999)
- Leonardo Tortomasi (ITA) (* 21. ledna 1994)
- Wout van Elzakker (NED) (* 14. listopadu 1998)
- Etienne van Empel (NED) (* 14. dubna 1994)
- Edoardo Zardini (ITA) (* 10. srpna 1994)

## Vítězství na šampionátech
2009
 Ukrajinská časovka, Andriy Hrivko
2010
 Italský silniční závod, Giovanni Visconti
2011
 Italský silniční závod, Giovanni Visconti
2015
 Albánská časovka, Eugert Zhupa
2016
 Albánská časovka, Eugert Zhupa
 Albánský silniční závod, Eugert Zhupa
2018
 Albánská časovka, Eugert Zhupa
2020
 Srbská časovka, Veljko Stojnić